# Liste des chapelles de la Haute-Loire
La liste des chapelles de la Haute-Loire présente les chapelles de culte catholique situées sur le territoire des communes du départements français de la Haute-Loire.
Il est fait état des diverses protections dont elles peuvent bénéficier, et notamment les inscriptions et classements au titre des monuments historiques.
Toutes sont situées dans le diocèse du Puy-en-Velay.

## Liste
| Chapelle                                                                                           | Commune                  | Adresse | Coordonnées                      | Notice         | Protection                        | Date | Illustration                                                            |
| -------------------------------------------------------------------------------------------------- | ------------------------ | ------- | -------------------------------- | -------------- | --------------------------------- | ---- | ----------------------------------------------------------------------- |
| Chapelle Sainte-Marthe d'Agnat                                                                     | Agnat                    |         | 45° 20′ 36″ nord, 3° 27′ 04″ est |                |                                   |      | Image manquante Téléverser                                              |
| Chapelle Saint-Clair d'Aiguilhe                                                                    | Aiguilhe                 |         | 45° 02′ 56″ nord, 3° 52′ 59″ est | « PA00092564 » | Classé MH                         | 1889 | Chapelle Saint-Clair d'Aiguilhe                                         |
| Chapelle des Pénitents d'Allègre                                                                   | Allègre                  |         | 45° 12′ 03″ nord, 3° 42′ 42″ est | « PA00092570 » | Inscrit MH                        | 1986 | Chapelle des Pénitents d'Allègre                                        |
| Chapelle Saint-Jacques-le-Majeur d'Arlempdes                                                       | Arlempdes                |         | 44° 51′ 58″ nord, 3° 55′ 26″ est |                |                                   |      | Chapelle Saint-Jacques-le-Majeur d'Arlempdes                            |
| Chapelle du château de Bouzols                                                                     | Arsac-en-Velay           |         | 45° 00′ 02″ nord, 3° 56′ 08″ est |                |                                   |      | Chapelle du château de Bouzols                                          |
| Chapelle de Peyrusse                                                                               | Aubazat                  |         | 45° 08′ 07″ nord, 3° 27′ 37″ est | « PA00092583 » | Classé MH                         | 1907 | Chapelle de Peyrusse                                                    |
| Chapelle du château de La Tour de la Grangeasse                                                    | Aurec-sur-Loire          |         | 45° 21′ 08″ nord, 4° 12′ 34″ est |                |                                   |      | Image manquante Téléverser                                              |
| Chapelle Notre-Dame de la Faye                                                                     | Aurec-sur-Loire          |         | 45° 21′ 27″ nord, 4° 12′ 26″ est |                |                                   |      | Chapelle Notre-Dame de la Faye                                          |
| Chapelle Saint-Roch d'Aurec-sur-Loire                                                              | Aurec-sur-Loire          |         | 45° 21′ 50″ nord, 4° 12′ 23″ est |                |                                   |      | Image manquante Téléverser                                              |
| Chapelle Notre-Dame-du-Portail d'Auzon                                                             | Auzon                    |         | 45° 23′ 36″ nord, 3° 22′ 36″ est |                |                                   |      | Chapelle Notre-Dame-du-Portail d'Auzon                                  |
| Chapelle Sainte-Bonnette d'Allevier                                                                | Azérat                   |         | 45° 20′ 01″ nord, 3° 23′ 49″ est |                |                                   |      | Chapelle Sainte-Bonnette d'Allevier                                     |
| Chapelle Saint-Roch de Montbonnet                                                                  | Bains                    |         | 44° 59′ 09″ nord, 3° 44′ 56″ est | « PA00092590 » | Classé MH                         | 1969 | Chapelle Saint-Roch de Montbonnet                                       |
| Chapelle Notre-Dame-du-Bon-Secours de Saint-Julien                                                 | Bas-en-Basset            |         | 45° 18′ 44″ nord, 4° 06′ 34″ est |                |                                   |      | Image manquante Téléverser                                              |
| Chapelle Saint-Antoine-de-Padoue de la Combe                                                       | Bas-en-Basset            |         | 45° 20′ 55″ nord, 4° 04′ 51″ est |                |                                   |      | Image manquante Téléverser                                              |
| Chapelle Sainte-Agathe de Lamure                                                                   | Bas-en-Basset            |         | 45° 19′ 14″ nord, 4° 08′ 56″ est |                |                                   |      | Image manquante Téléverser                                              |
| Chapelle Saint-Vincent-de-Paul de Bas-en-Basset                                                    | Bas-en-Basset            |         | 45° 18′ 17″ nord, 4° 06′ 35″ est |                |                                   |      | Image manquante Téléverser                                              |
| Chapelle Notre-Dame-de-l'Assomption de Malataverne                                                 | Beaux                    |         | 45° 10′ 24″ nord, 4° 04′ 19″ est |                |                                   |      | Image manquante Téléverser                                              |
| Chapelle du Fraisse                                                                                | Beauzac                  |         | 45° 13′ 24″ nord, 4° 06′ 04″ est | « PA00092599 » | Inscrit MH                        | 1972 | Chapelle du Fraisse                                                     |
| Chapelle Notre-Dame de la Chaigne                                                                  | Blesle                   |         | 45° 19′ 02″ nord, 3° 10′ 20″ est |                |                                   |      | Chapelle Notre-Dame de la Chaigne                                       |
| Chapelle Notre-Dame de Chaumont                                                                    | Boisset                  |         | 45° 18′ 41″ nord, 3° 57′ 53″ est |                |                                   |      | Image manquante Téléverser                                              |
| Chapelle Saint-Roch de Boisset                                                                     | Boisset                  |         | 45° 19′ 25″ nord, 3° 59′ 02″ est |                |                                   |      | Image manquante Téléverser                                              |
| Chapelle d'Arvant                                                                                  | Bournoncle-Saint-Pierre  |         | 45° 21′ 49″ nord, 3° 18′ 31″ est |                |                                   |      | Image manquante Téléverser                                              |
| Chapelle de la Visitation de Brioude                                                               | Brioude                  |         | 45° 17′ 33″ nord, 3° 22′ 52″ est |                |                                   |      | Image manquante Téléverser                                              |
| Chapelle de l'école Saint-Julien de Brioude                                                        | Brioude                  |         | 45° 17′ 28″ nord, 3° 23′ 18″ est |                |                                   |      | Image manquante Téléverser                                              |
| Chapelle de la Chartreuse de Brives-Charensac                                                      | Brives-Charensac         |         | 45° 03′ 17″ nord, 3° 54′ 45″ est |                |                                   |      | Image manquante Téléverser                                              |
| Chapelle Saint-Amant de Cayres                                                                     | Cayres                   |         | 44° 54′ 50″ nord, 3° 49′ 58″ est | « PA00092627 » | Inscrit MH                        | 1985 | Chapelle Saint-Amant de Cayres                                          |
| Chapelle de Chadrac                                                                                | Chadrac                  |         | 45° 03′ 52″ nord, 3° 54′ 12″ est |                |                                   |      | Image manquante Téléverser                                              |
| Chapelle Saint-Roch de Pressat                                                                     | Chaniat                  |         | 45° 18′ 32″ nord, 3° 27′ 44″ est |                |                                   |      | Image manquante Téléverser                                              |
| Chapelle Sainte-Anne du Prieuré de Chanteuges                                                      | Chanteuges               |         | 45° 04′ 23″ nord, 3° 32′ 01″ est |                |                                   |      | Chapelle Sainte-Anne du Prieuré de Chanteuges                           |
| Chapelle Notre-Dame de Chassagnes                                                                  | Chassagnes               |         | 45° 12′ 50″ nord, 3° 32′ 20″ est |                |                                   |      | Image manquante Téléverser                                              |
| Chapelle Notre-Dame de Chassignolles                                                               | Chassignolles            |         | 45° 23′ 45″ nord, 3° 29′ 23″ est |                |                                   |      | Image manquante Téléverser                                              |
| Chapelle de la maison de retraite Saint-Dominique de Craponne-sur-Arzon                            | Craponne-sur-Arzon       |         | 45° 19′ 58″ nord, 3° 50′ 55″ est |                |                                   |      | Image manquante Téléverser                                              |
| Chapelle de l'hôpital de Craponne-sur-Arzon                                                        | Craponne-sur-Arzon       |         | 45° 19′ 45″ nord, 3° 50′ 45″ est |                |                                   |      | Image manquante Téléverser                                              |
| Chapelle de Soulages                                                                               | Craponne-sur-Arzon       |         | 45° 21′ 10″ nord, 3° 50′ 20″ est |                |                                   |      | Chapelle de Soulages                                                    |
| Chapelle Notre-Dame d'Aubissous                                                                    | Craponne-sur-Arzon       |         | 45° 20′ 01″ nord, 3° 52′ 14″ est |                |                                   |      | Image manquante Téléverser                                              |
| Chapelle Notre-Dame-de-la-Délivrance du Monteil                                                    | Craponne-sur-Arzon       |         | 45° 19′ 47″ nord, 3° 50′ 21″ est |                |                                   |      | Image manquante Téléverser                                              |
| Chapelle Saint-Roch du Vernet                                                                      | Craponne-sur-Arzon       |         | 45° 19′ 24″ nord, 3° 50′ 36″ est |                |                                   |      | Image manquante Téléverser                                              |
| Chapelle de Vernetchabre                                                                           | Craponne-sur-Arzon       |         | 45° 21′ 20″ nord, 3° 51′ 00″ est |                |                                   |      | Chapelle de Vernetchabre                                                |
| Chapelle Saint-Joseph de Craponne-sur-Arzon                                                        | Craponne-sur-Arzon       |         | à géolocaliser                   |                |                                   |      | Chapelle Saint-Joseph de Craponne-sur-Arzon                             |
| Chapelle des Pénitents de Craponne-sur-Arzon                                                       | Craponne-sur-Arzon       |         | à géolocaliser                   |                |                                   |      | Chapelle des Pénitents de Craponne-sur-Arzon                            |
| Chapelle Sainte-Madeleine de Verreyrolles                                                          | Croisances               |         | 44° 53′ 02″ nord, 3° 38′ 39″ est |                |                                   |      | Image manquante Téléverser                                              |
| Chapelle Saint-Blaise de Jonzac                                                                    | Cussac-sur-Loire         |         | 44° 59′ 45″ nord, 3° 53′ 23″ est | « PA00092954 » | Inscrit MH                        | 1992 | Image manquante Téléverser                                              |
| Chapelle de Malpas                                                                                 | Cussac-sur-Loire         |         | 44° 59′ 34″ nord, 3° 52′ 07″ est |                |                                   |      | Chapelle de Malpas                                                      |
| Chapelle Sainte-Marguerite de la Chapelette                                                        | Grazac                   |         | 45° 09′ 59″ nord, 4° 10′ 39″ est |                |                                   |      | Image manquante Téléverser                                              |
| Chapelle Sainte-Catherine-d'Alexandrie de Chastenuel                                               | Jax                      |         | 45° 09′ 26″ nord, 3° 37′ 55″ est |                |                                   |      | Image manquante Téléverser                                              |
| Chapelle d'Arfeuilles                                                                              | La Chaise-Dieu           |         | 45° 18′ 28″ nord, 3° 40′ 53″ est |                |                                   |      | Image manquante Téléverser                                              |
| Chapelle des Pénitents de La Chaise-Dieu                                                           | La Chaise-Dieu           |         | 45° 19′ 15″ nord, 3° 41′ 46″ est |                |                                   |      | Chapelle des Pénitents de La Chaise-Dieu                                |
| Chapelle Notre-Dame-de-Bon-Rencontre de La Chaise-Dieu                                             | La Chaise-Dieu           |         | 45° 19′ 17″ nord, 3° 41′ 53″ est |                |                                   |      | Image manquante Téléverser                                              |
| Chapelle Notre-Dame-de-Tout-Pouvoir de La Chapelle-d'Aurec                                         | La Chapelle-d'Aurec      |         | 45° 19′ 59″ nord, 4° 12′ 43″ est |                |                                   |      | Image manquante Téléverser                                              |
| Chapelle Sainte-Marguerite de La Séauve-sur-Semène                                                 | La Séauve-sur-Semène     |         | 45° 17′ 38″ nord, 4° 14′ 59″ est |                |                                   |      | Image manquante Téléverser                                              |
| Chapelle des mariniers Saint-Laurent de Cougeac                                                    | Lamothe                  |         | 45° 18′ 50″ nord, 3° 24′ 13″ est |                |                                   |      | Chapelle des mariniers Saint-Laurent de Cougeac                         |
| Chapelle Mère-Agnès-de-Langeac du monastère des Dominicaines Sainte-Catherine-de-Sienne de Langeac | Langeac                  |         | 45° 06′ 04″ nord, 3° 29′ 52″ est |                |                                   |      | Image manquante Téléverser                                              |
| Chapelle Notre-Dame-de-Montjuvin                                                                   | Lapte                    |         | 45° 09′ 38″ nord, 4° 13′ 37″ est |                |                                   |      | Image manquante Téléverser                                              |
| Chapelle des Pénitents Blancs du Puy-en-Velay                                                      | Le Puy-en-Velay          |         | 45° 02′ 46″ nord, 3° 53′ 05″ est | « PA00092930 » | Classé MH                         | 1989 | Chapelle des Pénitents Blancs du Puy-en-Velay                           |
| Chapelle de la maison de retraite Saint-Joseph du Puy-en-Velay                                     | Le Puy-en-Velay          |         | 45° 02′ 46″ nord, 3° 52′ 55″ est |                |                                   |      | Image manquante Téléverser                                              |
| Chapelle de la Visitation du Puy-en-Velay                                                          | Le Puy-en-Velay          |         | 45° 02′ 39″ nord, 3° 53′ 08″ est |                |                                   |      | Chapelle de la Visitation du Puy-en-Velay                               |
| Chapelle de l'aumônerie de l'hôpital Sainte-Marie du Puy-en-Velay                                  | Le Puy-en-Velay          |         | 45° 03′ 08″ nord, 3° 54′ 09″ est |                |                                   |      | Image manquante Téléverser                                              |
| Chapelle du pensionnat de jeunes filles de la Sainte-Famille-du-Sacré-Cœur du Puy-en-Velay         | Le Puy-en-Velay          |         | 45° 02′ 45″ nord, 3° 53′ 28″ est |                |                                   |      | Image manquante Téléverser                                              |
| Chapelle des Jésuites de Mons                                                                      | Le Puy-en-Velay          |         | 45° 02′ 03″ nord, 3° 54′ 57″ est |                |                                   |      | Image manquante Téléverser                                              |
| Chapelle des Sœurs de l'Instruction du Puy-en-Velay                                                | Le Puy-en-Velay          |         | 45° 02′ 43″ nord, 3° 53′ 10″ est |                |                                   |      | Image manquante Téléverser                                              |
| Chapelle du cimetière de l'hôpital Sainte-Marie du Puy-en-Velay                                    | Le Puy-en-Velay          |         | 45° 03′ 18″ nord, 3° 54′ 20″ est |                |                                   |      | Image manquante Téléverser                                              |
| Chapelle du pensionnat Notre-Dame-de-France du Puy-en-Velay                                        | Le Puy-en-Velay          |         | 45° 02′ 32″ nord, 3° 52′ 45″ est |                |                                   |      | Image manquante Téléverser                                              |
| Chapelle Saint-Alexis de l'hôpital général du Puy-en-Velay                                         | Le Puy-en-Velay          |         | 45° 02′ 47″ nord, 3° 53′ 02″ est |                |                                   |      | Image manquante Téléverser                                              |
| Chapelle Sainte-Bernadette de Guitard                                                              | Le Puy-en-Velay          |         | 45° 02′ 17″ nord, 3° 54′ 03″ est |                |                                   |      | Image manquante Téléverser                                              |
| Chapelle Saint-Louis du Puy-en-Velay                                                               | Le Puy-en-Velay          |         | 45° 02′ 19″ nord, 3° 52′ 54″ est |                |                                   |      | Image manquante Téléverser                                              |
| Chapelle Notre-Dame-de-Lorette de Loudes                                                           | Loudes                   |         | 45° 05′ 23″ nord, 3° 44′ 47″ est |                |                                   |      | Image manquante Téléverser                                              |
| Chapelle des lépreux de Léotoing                                                                   | Loudes                   |         | 45° 21′ 40″ nord, 3° 13′ 27″ est |                |                                   |      | Chapelle des lépreux de Léotoing                                        |
| Chapelle Notre-Dame-des-Champs de Bruailles                                                        | Malvalette               |         | 45° 20′ 34″ nord, 4° 08′ 52″ est |                |                                   |      | Image manquante Téléverser                                              |
| Chapelle Sainte-Reine de Chareynard                                                                | Malvalette               |         | 45° 22′ 22″ nord, 4° 09′ 35″ est |                |                                   |      | Image manquante Téléverser                                              |
| Chapelle Saint-Mayeul de Mayol                                                                     | Malvalette               |         | 45° 20′ 32″ nord, 4° 10′ 44″ est |                |                                   |      | Image manquante Téléverser                                              |
| Chapelle Saint-Jérôme d'Aurouze                                                                    | Mazerat-Aurouze          |         | 45° 11′ 06″ nord, 3° 34′ 49″ est |                |                                   |      | Image manquante Téléverser                                              |
| Chapelle Notre-Dame, sanctuaire marial de Marjallat                                                | Mazeyrat-d'Allier        |         | 45° 08′ 58″ nord, 3° 31′ 23″ est |                |                                   |      | Image manquante Téléverser                                              |
| Chapelle Notre-Dame d'Estours                                                                      | Monistrol-d'Allier       |         | 45° 00′ 15″ nord, 3° 35′ 23″ est | « PA00092714 » | Inscrit MH Abside                 | 1926 | Chapelle Notre-Dame d'Estours                                           |
| Chapelle Sainte-Madeleine de Monistrol-d'Allier                                                    | Monistrol-d'Allier       |         | 44° 58′ 24″ nord, 3° 38′ 21″ est | « PA43000047 » | Inscrit MH                        | 2005 | Image manquante Téléverser                                              |
| Chapelle Saint-Étienne de Monistrol-d'Allier                                                       | Monistrol-d'Allier       |         | 44° 57′ 20″ nord, 3° 40′ 52″ est |                |                                   |      | Chapelle Saint-Étienne de Monistrol-d'Allier                            |
| Chapelle de l'école Notre-Dame-du-Château de Monistrol-sur-Loire                                   | Monistrol-sur-Loire      |         | 45° 17′ 40″ nord, 4° 10′ 17″ est |                |                                   |      | Image manquante Téléverser                                              |
| Chapelle du château de Foletier                                                                    | Monistrol-sur-Loire      |         | 45° 18′ 07″ nord, 4° 08′ 54″ est |                |                                   |      | Image manquante Téléverser                                              |
| Chapelle de la Trinité de Montclard                                                                | Montclard                |         | 45° 16′ 08″ nord, 3° 33′ 04″ est |                |                                   |      | Chapelle de la Trinité de Montclard                                     |
| Chapelle Notre-Dame de Montfaucon-en-Velay                                                         | Montfaucon-en-Velay      |         | 45° 11′ 04″ nord, 4° 18′ 45″ est |                |                                   |      | Chapelle Notre-Dame de Montfaucon-en-Velay                              |
| Chapelle Saint-François-Régis de la Pradette-Haute                                                 | Montusclat               |         | 45° 00′ 30″ nord, 4° 05′ 07″ est |                |                                   |      | Chapelle Saint-François-Régis de la Pradette-Haute                      |
| Chapelle Saint-Joseph de la Croix de l'Étoile                                                      | Montusclat               |         | 45° 00′ 15″ nord, 4° 07′ 04″ est |                |                                   |      | Chapelle Saint-Joseph de la Croix de l'Étoile                           |
| Chapelle Sainte-Anne du Moulin des Estreys                                                         | Polignac                 |         | 45° 04′ 06″ nord, 3° 50′ 00″ est |                |                                   |      | Image manquante Téléverser                                              |
| Chapelle des Pénitents de Pradelles                                                                | Pradelles                |         | 44° 46′ 08″ nord, 3° 53′ 01″ est | « PA43000010 » | Inscrit MH Portail de la chapelle | 1998 | Chapelle des Pénitents de Pradelles                                     |
| Chapelle des Ribains de Pradelles                                                                  | Pradelles                |         | 44° 45′ 58″ nord, 3° 52′ 59″ est |                |                                   |      | Image manquante Téléverser                                              |
| Chapelle du couvent Notre-Dame de Pradelles                                                        | Pradelles                |         | 44° 46′ 06″ nord, 3° 52′ 55″ est |                |                                   |      | Chapelle du couvent Notre-Dame de Pradelles                             |
| Chapelle Notre-Dame de Pradelles                                                                   | Pradelles                |         | 44° 46′ 01″ nord, 3° 53′ 00″ est |                |                                   |      | Chapelle Notre-Dame de Pradelles                                        |
| Chapelle Saint-Andéol de Ganillon                                                                  | Pébrac                   |         | 45° 00′ 43″ nord, 3° 31′ 41″ est |                |                                   |      | Image manquante Téléverser                                              |
| Chapelle de Jussac                                                                                 | Retournac                |         | 45° 13′ 31″ nord, 4° 01′ 59″ est |                |                                   |      | Image manquante Téléverser                                              |
| Chapelle Saint-Denis d'Artias                                                                      | Retournac                |         | 45° 12′ 49″ nord, 4° 00′ 02″ est |                |                                   |      | Image manquante Téléverser                                              |
| Chapelle Sainte-Marie-Madeleine de la Madeleine                                                    | Retournac                |         | 45° 14′ 16″ nord, 4° 03′ 03″ est |                |                                   |      | Image manquante Téléverser                                              |
| Chapelle de Clavas                                                                                 | Riotord                  |         | 45° 13′ 19″ nord, 4° 28′ 10″ est |                |                                   |      | Chapelle de Clavas                                                      |
| Chapelle des Sétoux                                                                                | Riotord                  |         | 45° 13′ 24″ nord, 4° 27′ 19″ est |                |                                   |      | Chapelle des Sétoux                                                     |
| Chapelle Saint-Joseph de Chambilhac                                                                | Roche-en-Régnier         |         | 45° 15′ 03″ nord, 3° 56′ 26″ est |                |                                   |      | Image manquante Téléverser                                              |
| Chapelle de Chalencon                                                                              | Saint-André-de-Chalencon |         | 45° 17′ 02″ nord, 3° 59′ 00″ est | « PA00092824 » | Classé MH                         | 1913 | Chapelle de Chalencon                                                   |
| Chapelle Notre-Dame de Prades                                                                      | Saint-André-de-Chalencon |         | 45° 16′ 33″ nord, 3° 56′ 41″ est |                |                                   |      | Image manquante Téléverser                                              |
| Chapelle Notre-Dame de Vérines                                                                     | Saint-André-de-Chalencon |         | 45° 16′ 56″ nord, 3° 57′ 33″ est |                |                                   |      | Image manquante Téléverser                                              |
| Chapelle de Saint-Arcons-d'Allier                                                                  | Saint-Arcons-d'Allier    |         | 45° 04′ 02″ nord, 3° 33′ 15″ est |                |                                   |      | Image manquante Téléverser                                              |
| Chapelle Saint-Roch de Saint-Didier-en-Velay                                                       | Saint-Didier-en-Velay    |         | 45° 18′ 03″ nord, 4° 16′ 10″ est |                |                                   |      | Chapelle Saint-Roch de Saint-Didier-en-Velay                            |
| Chapelle de l'école privée Sainte-Jeanne-d'Arc de Saint-Didier-en-Velay                            | Saint-Didier-en-Velay    |         | 45° 18′ 06″ nord, 4° 16′ 37″ est |                |                                   |      | Chapelle de l'école privée Sainte-Jeanne-d'Arc de Saint-Didier-en-Velay |
| Chapelle Saint-Abdon-et-Saint-Sennen de Cénat                                                      | Saint-Didier-sur-Doulon  |         | 45° 18′ 16″ nord, 3° 31′ 12″ est |                |                                   |      | Image manquante Téléverser                                              |
| Chapelle Saint-Roch de la Vernède                                                                  | Saint-Didier-sur-Doulon  |         | 45° 18′ 43″ nord, 3° 32′ 30″ est |                |                                   |      | Image manquante Téléverser                                              |
| Chapelle Saint-Roch de Saint-Ferréol-d'Auroure                                                     | Saint-Ferréol-d'Auroure  |         | 45° 21′ 11″ nord, 4° 15′ 18″ est |                |                                   |      | Image manquante Téléverser                                              |
| Chapelle de Brouillac                                                                              | Saint-Georges-Lagricol   |         | 45° 16′ 44″ nord, 3° 52′ 39″ est |                |                                   |      | Image manquante Téléverser                                              |
| Chapelle de la Frétisse                                                                            | Saint-Georges-Lagricol   |         | 45° 17′ 36″ nord, 3° 52′ 08″ est |                |                                   |      | Image manquante Téléverser                                              |
| Chapelle Notre-Dame dite chapelle de Guérut de Saint-Georges-Lagricol                              | Saint-Georges-Lagricol   |         | 45° 18′ 19″ nord, 3° 52′ 46″ est |                |                                   |      | Image manquante Téléverser                                              |
| Chapelle Saint-Régis de Saint-Georges-Lagricol                                                     | Saint-Georges-Lagricol   |         | 45° 17′ 44″ nord, 3° 53′ 16″ est |                |                                   |      | Image manquante Téléverser                                              |
| Chapelle de la Nativité-de-Marie du Cros                                                           | Saint-Haon               |         | 44° 52′ 18″ nord, 3° 44′ 14″ est |                |                                   |      | Image manquante Téléverser                                              |
| Chapelle Saint-Médard de Saint-Médard (Haute-Loire)                                                | Saint-Haon               |         | 44° 49′ 04″ nord, 3° 45′ 36″ est |                |                                   |      | Image manquante Téléverser                                              |
| Chapelle castrale Sainte-Croix de Saint-Ilpize                                                     | Saint-Ilpize             |         | 45° 11′ 40″ nord, 3° 23′ 17″ est |                |                                   |      | Chapelle castrale Sainte-Croix de Saint-Ilpize                          |
| Chapelle de Trivis                                                                                 | Saint-Jean-d'Aubrigoux   |         | 45° 20′ 53″ nord, 3° 49′ 14″ est |                |                                   |      | Image manquante Téléverser                                              |
| Chapelle Saint-Barthélemy de la Chapelette                                                         | Saint-Julien-Chapteuil   |         | 45° 00′ 07″ nord, 4° 03′ 13″ est | « PA00092857 » | Inscrit MH                        | 1982 | Chapelle Saint-Barthélemy de la Chapelette                              |
| Chapelle de Péret                                                                                  | Saint-Julien-d'Ance      |         | 45° 19′ 48″ nord, 3° 55′ 12″ est |                |                                   |      | Image manquante Téléverser                                              |
| Chapelle d'Uffarges                                                                                | Saint-Julien-d'Ance      |         | 45° 17′ 29″ nord, 3° 55′ 01″ est |                |                                   |      | Image manquante Téléverser                                              |
| Chapelle Sainte-Marie-des-Chazes                                                                   | Saint-Julien-d'Ance      |         | 45° 02′ 45″ nord, 3° 35′ 30″ est | « PA00092861 » | Classé MH                         | 1862 | Chapelle Sainte-Marie-des-Chazes                                        |
| Chapelle Notre-Dame de Glavenas                                                                    | Saint-Julien-du-Pinet    |         | 45° 07′ 59″ nord, 4° 03′ 18″ est |                |                                   |      | Chapelle Notre-Dame de Glavenas                                         |
| Chapelle Notre-Dame d'Entremont                                                                    | Saint-Laurent-Chabreuges |         | 45° 16′ 25″ nord, 3° 21′ 59″ est |                |                                   |      | Image manquante Téléverser                                              |
| Chapelle Sainte-Marguerite de Grand Guillaume                                                      | Saint-Maurice-de-Lignon  |         | 45° 14′ 08″ nord, 4° 07′ 52″ est |                |                                   |      | Image manquante Téléverser                                              |
| Chapelle non dédicacée de Bost-Buisson                                                             | Saint-Pal-de-Chalencon   |         | 45° 22′ 06″ nord, 3° 56′ 44″ est |                |                                   |      | Image manquante Téléverser                                              |
| Chapelle Notre-Dame de Saint-Pal-de-Chalencon                                                      | Saint-Pal-de-Chalencon   |         | 45° 21′ 28″ nord, 3° 57′ 27″ est |                |                                   |      | Image manquante Téléverser                                              |
| Chapelle Notre-Dame du Sap                                                                         | Saint-Pal-de-Chalencon   |         | 45° 20′ 14″ nord, 3° 56′ 41″ est |                |                                   |      | Image manquante Téléverser                                              |
| Chapelle Notre-Dame-de-Lorette de Boisset-Haut                                                     | Saint-Pal-de-Chalencon   |         | 45° 20′ 34″ nord, 3° 58′ 08″ est |                |                                   |      | Image manquante Téléverser                                              |
| Chapelle Saint-Roch de Saint-Pal-de-Chalencon                                                      | Saint-Pal-de-Chalencon   |         | 45° 21′ 23″ nord, 3° 57′ 19″ est |                |                                   |      | Image manquante Téléverser                                              |
| Chapelle Saint-Julien-la-Tourette                                                                  | Saint-Pal-de-Mons        |         | 45° 12′ 58″ nord, 4° 14′ 43″ est | « PA43000004 » | Inscrit MH                        | 1996 | Chapelle Saint-Julien-la-Tourette                                       |
| Chapelle Saint-Joseph de Saint-Paulien                                                             | Saint-Paulien            |         | 45° 08′ 13″ nord, 3° 48′ 51″ est | « PA00092871 » | Inscrit MH Portail                | 1926 | Chapelle Saint-Joseph de Saint-Paulien                                  |
| Chapelle des Pénitents de Saint-Paulien                                                            | Saint-Paulien            |         | 45° 08′ 06″ nord, 3° 48′ 44″ est |                |                                   |      | Image manquante Téléverser                                              |
| Chapelle Sainte-Madeleine de Chassaleuil                                                           | Saint-Paulien            |         | 45° 08′ 01″ nord, 3° 52′ 01″ est |                |                                   |      | Image manquante Téléverser                                              |
| Chapelle de l'école privée Saint-Joseph de Saint-Pierre-du-Champ                                   | Saint-Pierre-du-Champ    |         | 45° 14′ 53″ nord, 3° 53′ 55″ est |                |                                   |      | Image manquante Téléverser                                              |
| Chapelle de l'Herm                                                                                 | Saint-Pierre-du-Champ    |         | 45° 15′ 14″ nord, 3° 53′ 57″ est |                |                                   |      | Image manquante Téléverser                                              |
| Chapelle de Montpeyroux                                                                            | Saint-Pierre-du-Champ    |         | 45° 15′ 52″ nord, 3° 53′ 00″ est |                |                                   |      | Image manquante Téléverser                                              |
| Chapelle du Pinet                                                                                  | Saint-Pierre-du-Champ    |         | 45° 15′ 53″ nord, 3° 53′ 14″ est |                |                                   |      | Image manquante Téléverser                                              |
| Maison d'assemblée Cottier dite chapelle du Monteil                                                | Saint-Pierre-du-Champ    |         | 45° 16′ 17″ nord, 3° 54′ 00″ est |                |                                   |      | Image manquante Téléverser                                              |
| Chapelle Saint-Jacques de Rochegude                                                                | Saint-Privat-d'Allier    |         | 44° 59′ 08″ nord, 3° 38′ 50″ est | « PA00092876 » | Inscrit MH                        | 1974 | Chapelle Saint-Jacques de Rochegude                                     |
| Chapelle funéraire de Saint-Romain-Lachalm                                                         | Saint-Romain-Lachalm     |         | 45° 16′ 02″ nord, 4° 20′ 11″ est |                |                                   |      | Image manquante Téléverser                                              |
| Chapelle Sainte-Florine de Sainte-Florine                                                          | Sainte-Florine           |         | 45° 24′ 21″ nord, 4° 19′ 19″ est |                |                                   |      | Image manquante Téléverser                                              |
| Chapelle Notre-Dame-de-Guérison de Chazeaux                                                        | Salettes                 |         | 44° 51′ 21″ nord, 4° 00′ 41″ est |                |                                   |      | Chapelle Notre-Dame-de-Guérison de Chazeaux                             |
| Chapelle Notre-Dame-des-Grâces de Salzuit                                                          | Salzuit                  |         | 45° 12′ 52″ nord, 3° 29′ 27″ est | « PA00092887 » | Inscrit MH                        | 1980 | Image manquante Téléverser                                              |
| Chapelle des Pénitents de Saugues                                                                  | Saugues                  |         | 44° 57′ 37″ nord, 3° 32′ 48″ est | « PA43000044 » | Inscrit MH                        | 2004 | Chapelle des Pénitents de Saugues                                       |
| Chapelle de l'hospice de Saugues                                                                   | Saugues                  |         | 44° 57′ 37″ nord, 3° 32′ 47″ est |                |                                   |      | Image manquante Téléverser                                              |
| Chapelle Saint-Claude de Saugues                                                                   | Saugues                  |         | 44° 57′ 49″ nord, 3° 32′ 52″ est |                |                                   |      | Image manquante Téléverser                                              |
| Chapelle Saint-Roch de Plombières                                                                  | Saugues                  |         | 44° 56′ 55″ nord, 3° 31′ 14″ est |                |                                   |      | Image manquante Téléverser                                              |
| Chapelle Notre-Dame-de-la-Forêt de Sembadel Gare                                                   | Sembadel                 |         | 45° 16′ 38″ nord, 3° 43′ 13″ est |                |                                   |      | Chapelle Notre-Dame-de-la-Forêt de Sembadel Gare                        |
| Chapelle Notre-Dame de Sainte-Marie-des-Chazes                                                     | Siaugues-Sainte-Marie    |         | 45° 03′ 16″ nord, 3° 36′ 01″ est |                |                                   |      | Image manquante Téléverser                                              |
| Chapelle Saint-Jacques anciennement Saint-Blaise de Lespitalet                                     | Siaugues-Sainte-Marie    |         | 45° 04′ 05″ nord, 3° 37′ 27″ est |                |                                   |      | Image manquante Téléverser                                              |
| Chapelle des Pénitents de Tence                                                                    | Tence                    |         | 45° 06′ 58″ nord, 4° 17′ 23″ est | « PA43000017 » | Inscrit MH                        | 1999 | Chapelle des Pénitents de Tence                                         |
| Chapelle Notre-Dame de Tence                                                                       | Tence                    |         | 45° 06′ 58″ nord, 4° 17′ 17″ est |                |                                   |      | Chapelle Notre-Dame de Tence                                            |
| Chapelle de Pravel                                                                                 | Tiranges                 |         | 45° 16′ 44″ nord, 4° 01′ 30″ est |                |                                   |      | Image manquante Téléverser                                              |
| Chapelle Notre-Dame de la Chabane                                                                  | Tiranges                 |         | 45° 18′ 18″ nord, 3° 59′ 20″ est |                |                                   |      | Image manquante Téléverser                                              |
| Chapelle Saint-Martin de Tiranges                                                                  | Tiranges                 |         | 45° 18′ 00″ nord, 3° 59′ 05″ est |                |                                   |      | Image manquante Téléverser                                              |
| Chapelle Saint-Régis de Tiranges                                                                   | Tiranges                 |         | 45° 17′ 51″ nord, 4° 00′ 04″ est |                |                                   |      | Image manquante Téléverser                                              |
| Chapelle de Boissières                                                                             | Tiranges                 |         | 45° 17′ 01″ nord, 4° 00′ 50″ est |                |                                   |      | Image manquante Téléverser                                              |
| Chapelle Notre-Dame-de-l'Assomption de Brugeilles                                                  | Torsiac                  |         | 45° 20′ 19″ nord, 4° 12′ 07″ est |                |                                   |      | Chapelle Notre-Dame-de-l'Assomption de Brugeilles                       |
| Chapelle du Carmel de Vals-près-le-Puy                                                             | Vals-près-le-Puy         |         | 45° 01′ 49″ nord, 3° 52′ 59″ est |                |                                   |      | Image manquante Téléverser                                              |
| Chapelle Saint-Dominique de Vals-près-le-Puy                                                       | Vals-près-le-Puy         |         | 45° 01′ 49″ nord, 3° 52′ 35″ est |                |                                   |      | Chapelle Saint-Dominique de Vals-près-le-Puy                            |
| Chapelle Notre-Dame d'Auteyrac                                                                     | Vissac-Auteyrac          |         | 45° 06′ 55″ nord, 3° 38′ 43″ est |                |                                   |      | Image manquante Téléverser                                              |
| Chapelle des Pénitents d'Yssingeaux                                                                | Yssingeaux               |         | 45° 08′ 38″ nord, 4° 07′ 32″ est | « PA00092920 » | Inscrit MH                        | 1937 | Chapelle des Pénitents d'Yssingeaux                                     |
| Chapelle de l'actuel musée, à l'hôpital Saint-Roch d'Yssingeaux                                    | Yssingeaux               |         | 45° 08′ 41″ nord, 4° 07′ 34″ est |                |                                   |      | Image manquante Téléverser                                              |
| Chapelle Saint-Martin d'Apilhac                                                                    | Yssingeaux               |         | 45° 09′ 42″ nord, 4° 06′ 50″ est |                |                                   |      | Image manquante Téléverser                                              |
| Chapelle Saint-Roch de Freycenet-d'Auze                                                            | Yssingeaux               |         | 45° 08′ 08″ nord, 4° 10′ 13″ est |                |                                   |      | Image manquante Téléverser                                              |